# Namur

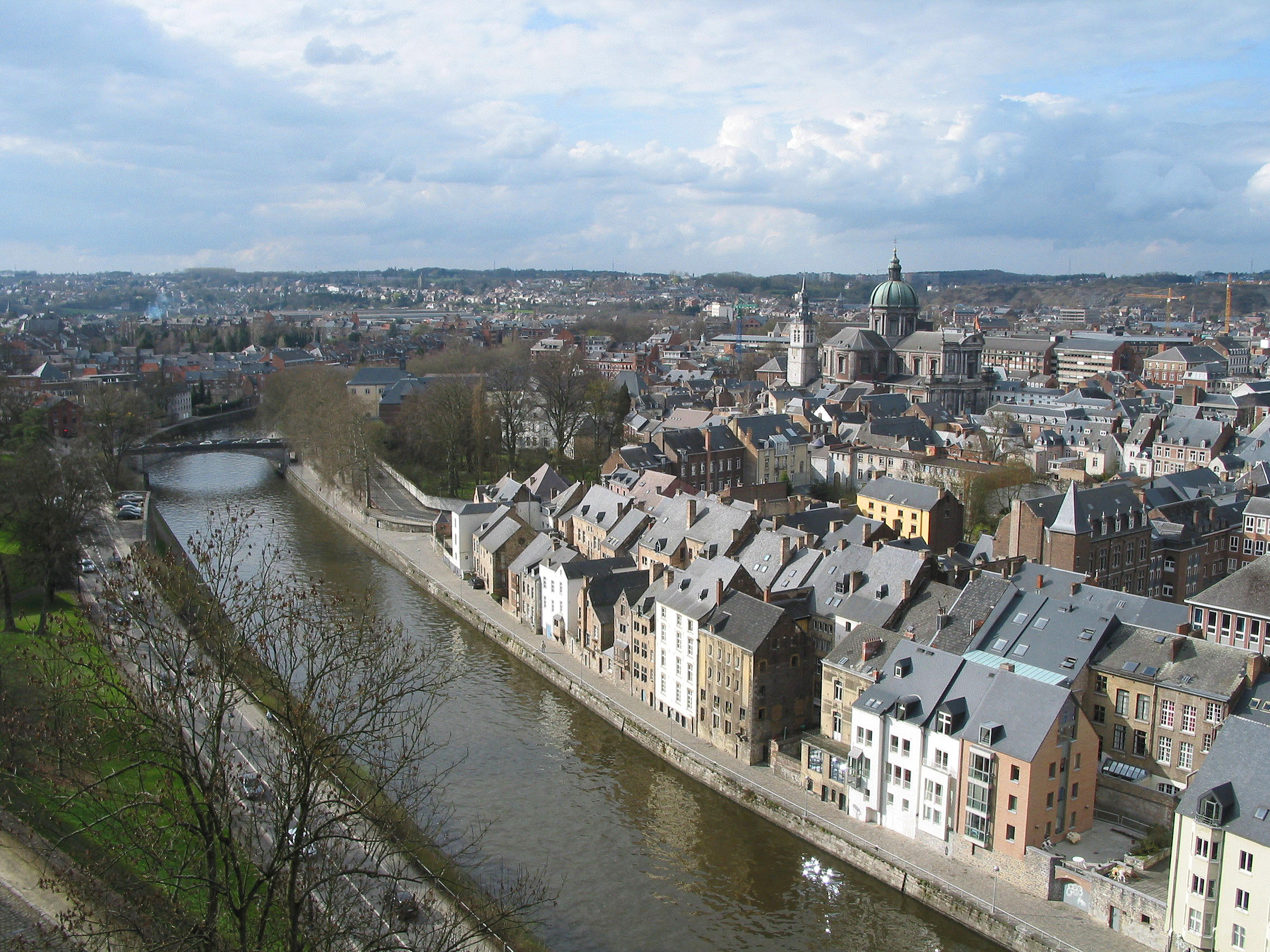
Floden Sambre, Namurs gamla stad och St Aubinkatedralen (från 1700-talet)

Namur (nederländska: Namen, vallonska: Nameûr) är en stad i mellersta Belgien. Den är huvudort i provinsen Namur och regionen Vallonien. 1 maj 2011 var antalet invånare 110 387. Namur är huvudort inte bara för provinsen Namur utan också för Arrondissement de Namur, som omfattar 16 av totalt 38 kommuner i provinsen.

## Bakgrund
Namur är beläget vid Sambres förening med Meuse. Staden har ett citadell, i vinkeln mellan de båda floderna, på samma plats som ett romerskt fäste och grevarnas av Namur borg, varav endast två torn återstår. Vidare finns en domkyrka, St Aubin (byggd 1751-1772 i renässansstil), med Don Juan d'Austrias gravvård, en av jesuiter 1621-1654 byggd kyrka, St Loup, i barockstil, ett teologiskt seminarium, ett kungligt ateneum. Namur är säte för en biskop. Med undantag av ett beffroi (klocktorn) från 1300-talet samt justitiepalatset (förr kloster) från 1474 finns inga byggnader av synnerligt hög ålder. I svensk historia är Namur bekant som födelseort för drottning Blanka (Blanche) av Namur, gemål till den svenske 1300-talskungen Magnus Eriksson.
Staden var på Julius Cæsars tid aduatukernas huvudort. Den var från äldsta tider befäst, och befästningarna förstärktes 1691 av Menno van Coehoorn. Namur intogs 1692 av Ludvig XIV av Frankrike  och 1695 av ståthållaren Vilhelm III, men blev 1701, då det var i franskt våld, förgäves beskjutet av de förbundna. Namur besattes 1715 som "barriärplats" av holländarna, erövrades 1746 av fransmännen under Clermont och Löwendahl, men återgavs 1748. 1784 lät Josef II rasera alla dess försvarsverk utom citadellet; det förstördes tio år senare av fransmännen. I början av 1800-talet iståndsattes emellertid befästningarna, men redan 1866 slopades de åter, med undantag av citadellet. 
1888-1894 byggdes av Brialmont en fortgördel kring Namur, som bildar en parallelltrapets, vars kortare, 8 km långa front är riktad mot nordväst och består av forten Suarlée, Emines och Cognelée; den längre, mot sydöst vända parallella sidan har 13 km längd och utgörs av forten Maizeret, Andoye och Dave på högra samt Saint Héribert på vänstra Meusestranden. På vardera av de båda ej parallella sidorna ligger ett fort: i nordväst Malonne och i öst Gelbressée eller Marchovelette. Gördelns omkrets uppgår till 41 km; mellanrummen är 3,2-6 km långa, och avståndet från staden är 4-8 km. Varje fort är bestyckat med 2 stycken 15 cm, 4-2 stycken 12 cm och 4-3 stycken 57 mm. kanoner samt 2-l stycken 21 cm haubitsar, ävensom nödigt antal gravflankeringspjäser. 
Fortet var under första världskriget 23-25 augusti 1914 inblandat i hårda strider. Tysk artillerield lade staden i ruiner.